# Mycetophila lucidithorax
Mycetophila lucidithorax är en tvåvingeart som först beskrevs av Bukowski 1934.  Mycetophila lucidithorax ingår i släktet Mycetophila och familjen svampmyggor. Inga underarter finns listade i Catalogue of Life.